# Kletva kralja Zvonimira
Kletva kralja Zvonimira, hrvatska srednjovjekovna legenda o nasilnoj smrti hrvatskog kralja Zvonimira (1075. – 1089.) nastala početkom 14. stoljeća kada su ugarsko i hrvatsko prijestolje preuzeli Anžuvinci, članovi napuljske obitelji porijeklom iz Francuske.
Kraljevi su smatrani strancima u Ugarskoj nakon izumiranja domaće mađarske dinastije Arpadovića, ali i u Hrvatskoj zbog naraslih staleških prava i povlastica koje su osobito porasle u vrijeme zadnjih Arpadovića, kada je hrvatsko plemstvo uspjelo preuzeti oligarhijsku vlast nad Hrvatskom i Slavonijom i potisnuti kraljev autoritet. U takvim okolnostima se u krajevima pod dominacijom dinastičke obitelji Šubića Bribirskih razvila ili proširila legenda o nasilnoj smrti kralja Zvonimira, čime se nastojao stvoriti kult kralja-sveca i stvoriti legitimitet suverene vlasti bribirskih knezova nad Hrvatskom.
Iako se to ne spominje u kronikama u kojima se tvrdi da je Zvonimir bio ubijen, nastalo je vjerovanje kako je Zvonimirova kletva ograničena na 1000 godina te da bi poslije tog vremenskog roka Hrvati trebali biti oslobođeni prokletstva koje je na njih bacio njihov kralj i ponovno dobiti samostalnu državu s domaćim vladarima.

## Legenda o smrti kralja Zvonimira
Prve vijesti o nasilnoj smrti kralja Zvonimira nalazimo u hrvatskoj redakciji Ljetopisa Popa Dukljanina, čiji nastanak povjesničari vezuju uz 14. ili 15. stoljeće. Radi se o preradi poznatog ljetopisa iz 12. stoljeća koji je djelomično prerađen, a dodani su potpuno novi dijelovi na kraju ljetopisa koji opisuju vladavinu i smrt hrvatskog kralja. Hrvatsku redakciju je pronašao splitski plemić Dmine Papalić 1500. godine u Poljicima, a na latinski ju je preveo 1510. godine znameniti splitski književnik Marko Marulić (1450. – 1524.) pod naslovom Povijest kraljeva Dalmacije i Hrvatske zajedno s poviješću pustošenja Salone (Regum Dalmatiae et Croatiae historia una cum Salonarum desolatione), a izdao ju je 1666. godine trogirski povjesničar Ivan Lučić (1604. - 1679.) u svojoj knjizi O kraljevstvu Dalmacije i Hrvatske (De regno Dalmatiae et Croatiae) pod naslovom O djelima kraljeva Dalmacije i Hrvatske (Regum Dalmatiae et Croatiae gesta).
U kronici se pripovijeda o dobrom kralju Zvonimiru za čije je vladavine vladao red, mir i prosperitet u Hrvatskoj, a nastavlja se s opisom sukoba na sazvanoj narodnoj skupštini u petih crikvah u Kosovi, na kojoj je kralj Zvonimir navodno pozvao narod u križarski rat za oslobođenje Kristova groba. Nato su se Hrvati pobunili i smrtno ranili kralja koji ih je prokleo …da bi veće Hrvati nigdar ne imali gospodina od svoga jazika, nego vazda tuju jaziku podložni bili.
Vijest o nasilnoj kraljevoj smrti opisuje se i u Ugarsko-poljskoj kronici, nastaloj u 13. stoljeću, ali sačuvanoj u prijepisima iz 14. i 15. stoljeća. U trećem poglavlju kronike pod naslovom O pobjedi kralja Atile, nalaze se elementi legende o smrti kralja Zvonimira. U tekstu piše da se Krist obratio Atili i zapovjedio mu da odustane od osvajanja Rima te osveti mog izabranog kralja Kazimira, koje je kraljevima Slavonije i Hrvatske za života vjerno služio svim žarom srca i duše, (osveti se) onima, koji su ga izdajom sramotno ubili. U daljnjem se tekstu opisuje kako je Atila napao Slavoniju i Hrvatsku kako bi osvetio kraljevu smrt, čime se zapravo mađarsko osvajanje Hrvatske prikazalo kao Božju osvetu za ubojstvo kralja Zvonimira, što je trebalo opravdati ugarsku vlast nad hrvatskim prostorima.
U preradi i dopuni Tomine kronike Historia Salonitana iz 13. stoljeća, poznatoj danas pod naslovom Historia Salonitana maior koja se datira u početak 16. stoljeća nepoznati je autor dodao i legendu o nasilnoj smrti kralja Zvonimira, ali bez spomena kletve.
U Anonimoj splitskoj kronici pronađenoj u trogirskom arhivu Fanfogna-Garagnin i sačuvanoj u prijepisu iz kraja 16. ili početka 17. stoljeća, a sadržajem i stilom pisanja je koje stoljeće starija, opisuje se nasilna Zvonimirova smrt, koja se dogodila nakon što su ga podanici napali i ostavili polumrtva. Kralj je uspio uz pomoć notara Simona napisati oporuku kojom je za osvetu podvrgnuo Hrvatsko kraljevstvo Ugarskoj. Legendu opisuje i franjevac Ivan Tomašić († iza 1562.) u djelu Kratka kronika Hrvatskoga Kraljevstva (Chronicom breve Regni Croatiae) u kojoj piše da je 1057. godine …umro Zorabel, posljednji (kralj) Hrvatske, Dalmacije i Slavonije… i opisuje kako su se podanici pobunili protiv njega zbog poziva na križarski rat te su ga ubili kraljev tajnik i peharnik Tadija Slovinac u šatoru na dan 20. travnja. Prije nego što je izdahnuo, kralj je sazvao podanike i rekao im da će …odsad uvijek biti podložni tuđim kraljevima i vladarima.
Prilično konfuzan i nepouzdan tekst djela Katalog knezova i kraljeva Dalmacije i Hrvatske (Catalogus ducem et regum Dalmatie et Croatie), pronađen u arhivu Fanfogna-Garagnin, također opisuje nasilnu smrt kralja Zvonimira, ali je autor pomiješao činjenice te je opisao vladavinu Zvonimira I.  koji se zvaše i Dmitar i koji je preminuo 1087. te smrt kralja Zvonimira II., drugačije Stjepan također II., koji 1096. godine poslao vojsku iz Krbave u sveti rat, a potom je varkom ubijen od Hrvata kod Knina i ovjenčan mučeništvom.

## Povijesne činjenice o Zvonimirovoj smrti
Nijedan stariji dokument bliži životu i vladavini kralja Zvonimira ne spominje njegovu nasilnu smrt. U ispravi kralja Stjepana II. (1089. – 1091.) datiranoj 8. rujna 1089. godine u kojoj potvrđuje splitskom samostanu sv. Benedikta posjed Pusticu u Lažanima, Zvonimir se spominje kao nedavno preminuli kralj. Zbog izraza nuper defuncto proizlazi da je umro prirodnom smrću.
Na natpisu na Bašćanskoj ploči koja je nastala oko 1100. godine, dakle nakon kraljeve smrti, ne navodi se nikakav spomen nasilne kraljeve smrti. Također, u vladarskim ispravama iz 12. stoljeća koje su izdali hrvatsko-ugarski kraljevi u kojima se spominje Zvonimir nema ni spomena o njegovoj nasilnoj smrti, što bi bilo vjerojatno spomenuto da se doista dogodilo, s obzirom da su Arpadovići imali sjećanje na njegovu vladavinu.
Kraljevske isprave poput onih kralja Stjepana II. iz 1166. godine kojom se potvrđuje samostanu sv. Ivana iz Biograda darovanje Rogova, Vrbice i Kamenjana od strane hrvatskih kraljeva Petra Krešimira IV. i Zvonimira, kao ni potvrde Zvonimirove darovnice koje naknadno izdaju Bela III. 1188., herceg Andrija 1198. i kralj Emerik 1200. godine, ne spominju način smrti kralja Zvonimira. Te isprave, kao i ona splitskog kneza Grubeše iz 1188. godine, dokazuju da je u 12. stoljeću postojalo živo sjećanje na vladavinu kralja Zvonimira, ali nema nijedne vijesti o njegovoj nasilnoj smrti, što bi vjerojatno bilo zabilježeno da se doista dogodila.
U Historiji Salonitani Tome Arhiđakona iz 1266. godine piše u to je vrijeme preminuo kralj Zvonimir ne ostavivši svoga potomka kao nasljednika. Budući da se ugasio sav rod kraljevske krvi, u hrvatskom kraljevstvu nije više bilo nikoga tko bi po nasljednom pravu trebao preuzeti prijestolje. Pretpostavka je da bi kroničar Toma zapisao vijest o kraljevom ubojstvu da je sjećanje o tome postojalo u njegovo vrijeme.
Ni u Bečkoj ilustriranoj kronici (Chronicon pictum Vindobonense) iz 1358. godine nema spomena o kraljevom ubojstvu, iako se spominje njegova smrt bez nasljednika i njegova udovica kraljica Jelena, sestra kralja Ladislava I. (1077. – 1095.), koji joj je vratio i osigurao vlast nad Hrvatskom, a potom je zemlju podvrgnuo sebi ne od pohlepe, nego što je sebi baštinu prisvajao po kraljevskom pravu. Kralj Zvonimir naime bijaše nijemu u prvom stupnju rođak, a baštinika nije imao.
U ispravi kralja Ludovika I. iz 1360. godine stoji samo da je Zvonimir (Cuanimerius) bio »gospodin kralj« (dominus rex) te da je imao kćer koja se udala za plemića Vinihu iz roda Lapčana.